# Женска кошаркашка репрезентација Југославије
Женска кошаркашка репрезентација Југославије је била национална женска кошаркашка селекција Југославије. Била је под управом Кошаркашког савеза Југославије. Три пута учествовала је на Олимпијским играма и освојила две медаље, бронзану у Москви 1980, а сребрну у Сеулу 1988. На Светско првенство кошаркашице Југославије квалификовале су се пет пута, а најбољи резултат оствариле су 1990, сребрну медаљу. На Европским првенствима репрезентација је учествовала двадесет пута и освојила шест медаља, четири сребрне, две бронзане, а четири пута заузела је четврто место.

## Резултати на међународним такмичењима

### Олимпијске игре
- 1976: Није се квалификовала
- 1980:  3. место
- 1984: 6. место
- 1988:  2. место

### Светска првенства
- 1953: Није се квалификовала
- 1957: Није се квалификовала
- 1959: 4. место
- 1964: 6. место
- 1967: 6. место
- 1971: Није се квалификовала
- 1975: Није се квалификовала
- 1979: Није се квалификовала
- 1983: 8. место
- 1986: Није се квалификовала
- 1990:  2. место

### Европска првенства
| Година         | Турнир                | Пласман               | ИГ                    | П                     | И                     | ДК                    | ПК                    | Разл.                 |
| -------------- | --------------------- | --------------------- | --------------------- | --------------------- | --------------------- | --------------------- | --------------------- | --------------------- |
| 1938. до 1952. | Није се квалификовала | Није се квалификовала | Није се квалификовала | Није се квалификовала | Није се квалификовала | Није се квалификовала | Није се квалификовала | Није се квалификовала |
| 1954.          | Финална група         | 5. место              | 7                     | 2                     | 5                     | 332                   | 378                   | -46                   |
| 1956.          | Групна фаза           | 9. место              | 8                     | 6                     | 2                     | 543                   | 373                   | +170                  |
| 1958.          | Финална група         | 4. место              | 8                     | 4                     | 4                     | 397                   | 431                   | -34                   |
| 1960.          | Финална група         | 5. место              | 7                     | 3                     | 4                     | 344                   | 386                   | -42                   |
| 1962.          |                       |                       |                       |                       |                       |                       |                       |                       |
| 1974.          |                       |                       |                       |                       |                       |                       |                       |                       |
| 1976.          |                       |                       |                       |                       |                       |                       |                       |                       |
| 1978.          |                       |                       |                       |                       |                       |                       |                       |                       |
| 1980.          |                       |                       |                       |                       |                       |                       |                       |                       |
| 1981.          |                       |                       |                       |                       |                       |                       |                       |                       |
| 1983.          |                       |                       |                       |                       |                       |                       |                       |                       |
| 1985.          |                       |                       |                       |                       |                       |                       |                       |                       |
| 1987.          |                       |                       |                       |                       |                       |                       |                       |                       |
| 1989.          |                       |                       |                       |                       |                       |                       |                       |                       |
| 1991.          |                       |                       |                       |                       |                       |                       |                       |                       |
| Укупно         | 20 учешћа             | (0-4-2)               |                       |                       |                       |                       |                       |                       |

| - 1964: 7. место - 1966: 6. место - 1968: 2. место - 1970: 3. место |  | - 1972: 8. место - 1974: 8. место - 1976: 5. место - 1978: 2. место - 1980: 3. место - 1981: 4. место - 1983: 4. место - 1985: 5. место - 1987: 2. место - 1989: 4. место - 1991: 2. место |